# 2126
Năm 2126 (số La Mã: MMCXXVI) là một năm trong lịch Gregory, nó sẽ là năm thứ 2126 của Công nguyên hay của Anno Domini; năm thứ 126 của thiên niên kỷ 3 và năm thứ 26 của thế kỷ 22; và năm thứ bảy của thập niên 2120.